# Benjamin O. Davis, Sr.
Benjamin Oliver Davis Sr. (1877 ou 1880 – 26 novembre 1970) est un brigadier-général américain et le premier officier général afro-américain de l'US Army. Il est le père du général de l'US Air Force Benjamin Oliver Davis, Jr..